# Invasion (film 2020)
Invasion (Invasione, in russo Вторжение?, Vtorženie), anche noto come Attraction 2 - Invasion o semplicemente come Attraction 2, è un film del 2020 diretto da Fëdor Bondarčuk. È il seguito di Attraction (2017).
Invasion è stato il terzo film di Bondarčuk e l'ottavo film russo girato in formato IMAX, il film è stato presentato in anteprima il 26 dicembre 2019. Un'ampia distribuzione del film è avvenuta in Russia il 1º gennaio 2020 da parte della Walt Disney Studios Sony Pictures Releasing (WDSSPR). È stato l'ultimo film distribuito dalla WDSSPR prima che i Walt Disney Studios e la Sony Pictures Releasing si sciogliessero. Sony continuerà a produrre e distribuire i propri film in Russia.
Il film è stato prodotto con un budget di 14,8 milioni di dollari (944 milioni ₽) e ha guadagnato 15,934,083 milioni di dollari (961 milioni ₽), circa 13,9 milioni di euro.

## Trama
Gli avvenimenti del film avvengono tre anni dopo di quelli successi in Attraction. Yulya, che è stata salvata dalla morte con l'aiuto di tecnologie extraterrestri, ora ha abilità insolite, ed è oggetto di studi nei laboratori segreti del Ministero della Difesa. Nel corso di queste ricerche, scienziati e militari analizzano i suoi sentimenti, le sue emozioni e i suoi ricordi per prepararsi ad un futuro attacco. Ma i "superpoteri" di Yulya stanno crescendo, e pare che gli umani non siano gli unici interessati alla sua nuova abilità, che potrebbe essere una minaccia su scala cosmica. Il pianeta è sotto la minaccia di un'invasione.

## Produzione

### Sviluppo
Nel marzo 2017, il direttore del progetto Fëdor Bondarčuk ha confermato ufficialmente la continuazione del progetto; Il budget previsto per il sequel era di 645 milioni di rubli. Il processo preparatorio è durato un anno e mezzo.
A differenza del primo film, gli eventi non si svolgono nel distretto di Mosca di Chertanovo, ma nella parte centrale di Mosca, compreso il territorio dell'Università statale di Mosca e oltre. Come nel primo film, le riprese comprendevano tutte le moderne attrezzature delle Forze armate della Federazione Russa, inclusa l'auto Aurus Senat nella versione berlina, che è stata creata come parte del progetto Cortege.

### Post-produzione
Il team dello studio di effetti speciali russo Main Road Post, responsabile della grafica del film, ha ricreato Mosca nei minimi dettagli utilizzando un computer, tra le altre cose, una grandiosa scena apocalittica di immersione in acqua su larga scala, "un vero sfida", afferma Arman Yakhin, direttore dello studio.
I grafici sono anche molto orgogliosi della scena di battaglia di Artyom contro il Kamov Ka-52.

### Riprese
Le riprese sono iniziate il 24 luglio 2018, hanno coperto quasi 10.000 chilometri e si sono svolte nella massima riservatezza. Due troupe cinematografiche hanno girato a Mosca, e sono state tenute in stretto segreto, Kaliningrad, penisola di Kamchatka e Ungheria.
L'intero distretto di Mosca è stato isolato di notte per girare una scena di un inseguimento con otto telecamere e un elicottero in Orlikov Lane e nelle strade vicine. Parte dell'inseguimento è stato girato in una sezione incompiuta della quarta circonvallazione di Mosca, che era stata appositamente riempita di auto.
Gli artisti hanno fatto una mini-spedizione a Kaliningrad per girare un episodio finlandese dell'inizio del film, una delle prime scene è stata girata durante una vera tempesta.
La troupe del film è volata in Kamchatka, per 2 giorni, per un'incredibile ripresa della scena finale, girata nello stratovulcano di Ksudach, la cui ultima eruzione è avvenuta 100 anni fa.
È stato nel leggendario "Origo Studio" di Budapest che sono state girate alcune scene di inondazioni complesse con quasi 450 persone che hanno partecipato ad un gigantesco palco mobile formato da una gigantesca piscina alimentata da idranti. Così, il tetto di un edificio di 9 piani è stato costruito lì a grandezza naturale e immerso in una delle scene del film.
Per le riprese subacquee, Irina Starshenbaum ha studiato immersioni per due mesi prima di girare. Il suo record è di 15 ore di riprese in piscina.

## Colonna sonora
Il compositore Igor Vdovin ha scritto la colonna sonora di questo film. È disponibile dal 10 gennaio 2020 su Yandex Music, iTunes, BOOM.ru e VKontakte. Ricordiamo che è stato Ivan Burlyaev a scrivere il libro Attraction (2017).
Sono presenti anche altre due composizioni musicali: Higher Than Houses di Sirotkin e i love you di Billie Eilish.
Il trailer IMAX contiene la canzone Universe Has No End dall'album Supreme II di Imagine Music.
Un altro trailer contiene un remix, anch'esso tratto da Imagine Music, la famosa melodia de Il lago dei cigni di Tchaikovsky.

## Promozione
Al Comic-Con Russia 2019 tenutosi a Mosca per la sesta volta dal 3 al 6 ottobre presso il Crocus Expo Pavilio №1. In contemporanea al festival, si è tenuta la quattordicesima mostra annuale di intrattenimento interattivo "IgroMir".
Il trailer è andato in onda il 23 maggio 2019. Nel frattempo, il trailer di IMAX è stato pubblicato il 12 dicembre 2019.
Il trailer in italiano è stato distribuito il 16 aprile 2020.

## Distribuzione
Invasion è stato rilasciato nella Federazione russa il 1º gennaio 2020 da Walt Disney Studios Sony Pictures Releasing (WDSSPR).

### Home Media
Invasion è stato distribuito in formato IMAX dopo Stalingrad (2013) e Attraction (2017).
Il film è uscito in Russia in DVD, Blu-ray e su iTunes il 3 marzo 2020. In Italia il film è disponibile dal 25 novembre 2020 in on-demand, DVD e Blu-Ray.

## Accoglienza

### Incassi
A partire dal 12 gennaio 2020, Invasion ha guadagnato 14,8 milioni di dollari a livello internazionale. I creatori si aspettavano che alla fine, il fatturato sarebbe stato di 3 miliardi di rubli (48 milioni di dollari).
Invasion è stato prodotto con un budget di 10 milioni di dollari. Al 9 febbraio 2020, aveva guadagnato 16.108.069 dollari a livello internazionale, tra cui 82 milioni di rubli il primo giorno.
Il totale degli incassi al botteghino per il primo film, Attraction, aveva totalizzato 44 milioni di rubli durante il primo giorno e ha superato un miliardo di rubli (16 milioni di dollari) nei paesi della Comunità degli Stati Indipendenti. Nel 2017, più di 4 milioni di spettatori l'avevano visto al cinema, e questo film è stato anche uno dei più visti in Video on demand.
Con la Comunità degli Stati Indipendenti al 9 febbraio 2020, Invasion aveva 3.583.764 spettatori, aveva guadagnato 993.646.969 rubli (16.049.862 dollari), e distribuito 1.806 copie per 140.987 proiezioni. A partire da quella data il film si è classificato al secondo posto al botteghino russo nel 2020, superando Star Wars - L'ascesa di Skywalker.